# Qırım Giray
Qırım Giray, född 1717, död 1769, var Krimkhanatets khan mellan 1758 och 1764 samt mellan 1768 och 1769. 